# بيتر غرونينغ
بيتر غرونينغ (بالألمانية: Peter Gröning) مواليد 29 أبريل 1939 في برلين، هو دراج ألماني سابق. سبق أن شارك في دورة الألعاب الأولمبية الصيفية وفاز بميدالية أولمبية.

## الميداليات
| الميدالية | المسابقة                       |
| --------- | ------------------------------ |
| فضية      | الألعاب الأولمبية الصيفية 1960 |

## روابط خارجية
- بيتر غرونينغ على موقع أرشيف الدراجات (الإنجليزية)
- بيتر غرونينغ على موقع أوليمبيديا (الإنجليزية)